# Верхньояркеєво
Верхньоярке́єво (рос. Верхнеяркеево, башк. Үрге Йәркәй) — село, центр Ілішевського району Башкортостану, Росія. Адміністративний центр та єдиний населений пункт Яркеєвської сільської ради, є також адміністративним центром Юнновської сільської ради, до складу якої не входить.
Населення — 9710 осіб (2010; 9339 у 2002).
Національний склад:
- башкири — 74 %